# Roberta Close
Roberta Gambine Moreira, mais conhecida como Roberta Close (Rio de Janeiro, 7 de dezembro de 1964), é uma socialite e ex-supermodelo brasileira, naturalizada suíça. Anteriormente trabalhou como apresentadora, atriz e modelo — profissão pela qual desfilou para inúmeras grifes, inclusive Thierry Mugler, Guy Laroche e Jean Paul Gaultier, além de estampar editoras da Vogue e Marie Claire, se tornando uma dos principais expoentes das passarelas brasileiras para o mundo na década de 1980. Como atriz e apresentadora, participou de programas como Zorra Total e Programa de Domingo, além de interpretar Maitê Flores na telenovela Mandacaru.
Foi a primeira modelo trans a posar nua para a edição brasileira da revista Playboy. O sobrenome artístico "Close" veio em função da extinta revista Close, para a qual Roberta posou em 1981, projetando-a nacionalmente e vendendo mais de dez milhões de cópias.

## Biografia e Carreira

### Infância e adolescência
Caçula de três irmãos, vinda de uma família de classe média carioca do Bairro de Fátima, Roberta descobriu-se transgênero ainda no começo da adolescência, tendo que enfrentar o preconceito de toda a sua família quando decidiu assumir publicamente a sua identidade de gênero feminina, e desde então passou a possuir uma expressão de gênero feminina. Por vergonha, o pai, Roberto Gambine, falava aos amigos que aquela mulher dentro de casa era sua empregada, e não sua filha. Tudo isto fez a jovem se tornar independente ainda cedo. Decidiu sair de casa aos catorze anos de idade, e foi viver com a avó, pois estava cansada de sofrer agressões e preconceito dos pais.
Revelou em entrevistas ter tentado se relacionar com meninas, quando ainda estava se descobrindo, em sua adolescência, e relutava contra sua atração por homens, pois não sabia ser uma mulher e achava que era um menino gay, mas que nunca conseguiu ficar com alguma menina, pois sempre sentiu atração exclusiva por homens, e que mesmo tendo se aceitado como gay e passado a sair com homens, ainda faltava algo. Com o tempo, assumiu ser gay para a família, e desistiu de ter uma namorada, mas ainda não se sentia plena em sua orientação sexual, quando então descobriu que não era um homem gay, mas uma mulher trans hétero, visto que as suas características sexuais primárias e secundárias a incomodavam profundamente. Esta descoberta se deu aos catorze anos de idade, quando passou a sentir um grande incômodo com seu corpo e suas roupas, se olhava no espelho e não se reconhecia como um rapaz, não estava gostando de se relacionar com homens com o corpo que tinha, e então passou a seguir seus desejos e possuir uma expressão de gênero feminina, decidida a por silicone e mudar sua genitália futuramente.

### Carreira de modelo
Conta que em 1980, quando tinha 16 anos, estava parada numa rua em Copacabana quando passaram Guilherme Araújo e Caetano Veloso de carro, pararam e vieram falar com ela. Guilherme disse que tinha gostado muito dela e a chamou para conhecer a agência dele.
Como sempre quis ser famosa, sua beleza chamativa, de uma morena de olhos negros com 1,80 m, que chamava muita atenção por onde passava e de forma natural, ajudaram-na a conseguir emprego como modelo em uma de suas primeiras tentativas de enviar o currículo para agências. Nem o fato de ter sido atribuída como do sexo masculino ao nascer a impediram de desfilar, visto que sua beleza era muito forte e não havia traços masculinos no seu corpo. Ela desbancou todas as outras candidatas e conseguiu participar do desfile.
Após um tempo, logo recebeu convites para atuar como apresentadora. Voltou a estudar e, fazendo cursos de teatro e música, conseguiu muito sucesso nas carreiras de atriz e cantora. O sucesso chegou cedo, e aos dezoito anos colocou silicone para poder ter seu tão sonhado seio. Nessa época foi morar sozinha, e passou a estampar capas de revista no Brasil e no mundo, viajando por diversos países para desfiles de passarela das mais conceituadas marcas mundiais, tornando-se assim uma supermodelo. Em 1981, ganhou o título de Miss Brasil Gay.

### Sucesso nacional
Em 1984, Roberta Close foi a vedete do carnaval carioca. Foi a partir dessa época que se sucederam as inúmeras aparições na imprensa, pode-se dizer que o auge do sucesso aconteceu quando a revista Playboy estampou-a na capa de sua edição de maio de 1984. Pela primeira vez na história do periódico, a principal atração não era uma mulher cisgênero, mas uma mulher transgênero. A chamada da capa da revista era: "Incrível. As fotos revelam porque Roberta Close confunde tanta gente". No entanto, a revista somente revelou os seios da artista, mas não revelou a genitália da modelo, que ainda não havia sido modificada para a sua expressão de gênero. Foi também capa das revistas Ele & Ela (setembro de 1984), Manchete, Sexy, Amiga e Contigo e da revista Close, de onde saiu seu nome artístico. O sucesso que Roberta fez foi tal que chegou a inspirar uma revista em quadrinhos eróticos publicada pela Editora Maciota, na qual a personagem principal era uma travesti muito bonita.
Nas décadas de 1980 e 1990, Roberta apareceu nos maiores programas de entrevista da mídia bra sileira: Fantástico, Domingão do Faustão, Hebe, Gugu, nos programas do apresentador Goulart de Andrade, entre outros. Ela também apresentou o quadro "Big Close", no Programa de Domingo exibido pela Rede Manchete.
Afirma que sofria preconceito nas novelas, na hora de gravar, pois nenhum homem queria beijar sua personagem, devido ao seu tipo de identidade de gênero.
Em 2000, participou do humorístico Zorra Total.

### Polêmica com Erasmo Carlos
Existe uma polêmica de que a música "Dá um Close Nela", de Erasmo Carlos teria sido feita para Roberta. O músico nega a relação, afirmando que a música seria para o grupo Roupa Nova. A música conta a história de uma mulher maravilhosa andando pela praia, sem que as pessoas saibam que se trata de uma travesti. Segundo o cantor, o título original da música era para ser "Vira de Lado" e o título escolhido foi só uma coincidência. O título final acabou sendo "Dá um Close Nela" pela ideia de que o narrador da música estava focando seus olhos para está travesti, ou seja, "dando um close" nela. Coincidência ou não, a música foi lançada no auge do sucesso de Roberta Close (que foi a protagonista do clipe), e, inegavelmente, foi a principal responsável pelo seu estouro nas rádios. Foi uma das músicas mais ouvidas, dançadas e comentadas dos anos 80, o que permitiu a Roberta cantar algumas músicas nas rádios e mostrar ao público seu talento como cantora.

### Cirurgia
Em 1989, após dez anos em consultas com psiquiatras e psicólogos, conseguiu realizar seu grande sonho: Fazer sua cirurgia de redesignação sexual, devido a sua forte disforia de gênero, que a incomodava muito. A cirurgia foi realizada em Londres, com ajuda de amigos, pois era muito cara e a artista não possuía o dinheiro todo. A operação foi muito bem sucedida e lhe trouxe realização pessoal e novas projeções profissionais. Roberta informou em entrevistas ter tido uma recuperação tranquila e sem dor. Em entrevistas, Roberta negou ser somente uma mulher trans, afirmando ser também intersexo, e que a cirurgia feita não foi somente para uma mudança das características sexuais, mas sim também uma readequação da sua identidade de género ao sexo biológico, pois segundo a artista, sempre teve um pensamento e uma personalidade feminina, e que nasceu intersexo, tanto que ao fazer exames de DNA, comprovaram que, mesmo quando possuía um órgão genital masculino, também nasceu biologicamente com características hormonais entre o típico masculino e feminino, tanto que sempre possuiu voz leve e poucos pelos, pois havia pouca testosterona em seu organismo, o que facilitou a sua transição, o que é um caso raro na medicina. Após a cirurgia de redesignação sexual, Roberta afirmou que seu corpo está condizendo com a sua identidade de gênero.
Em março de 1990, na edição Nº 176 da Playboy, que trazia Luma de Oliveira como modelo de capa, Roberta Close apareceu pela primeira vez completamente nua, mostrando o seu corpo após a cirurgia. Esta edição bateu recordes de venda, pois além de trazer Luma de Oliveira e Roberta Close, trouxe também fotos da então iniciante Pamela Anderson.
Roberta sofreu por todos seus documentos pessoais ainda constarem seu nome masculino. Logo após a cirurgia, começou sua luta pelo direito de trocar de nome em 1990, mas seu pedido foi imediatamente negado, deixando-a muito abalada e triste. Voltou a tentar mudar o nome em 1992, quando conseguiu na 8ª Vara de Família do Rio autorização para trocar de documentos, pedido que lhe foi negado em 2ª instância pelo TJ-RJ. Em 1997, a defesa da modelo então entrou com outra ação, pedindo o reconhecimento de suas características físicas femininas. Roberta então passou por uma perícia com nove médicos especialistas, e os laudos comprovaram que ela possuía aspectos hormonais femininos.
A defesa também argumentou que Roberta não poderia viver psicologicamente bem com um nome que não desejasse e que a levasse a ser vítima de gozações e preconceito, além de que era direito íntimo dela mudar de nome. Sua defesa também mostrou cópias de casos de pessoas trans que conseguiram mudar de nome na justiça. Ao todo eram 37 casos até então no país, sendo que 36 eram do estado de São Paulo. Após décadas de batalha judicial, somente em 10 de março de 2005, quinze anos depois de sua primeira tentativa legal, Roberta Close conseguiu, finalmente, ter garantido o direito da mudar o nome de Luíz Roberto Gambine Moreira para Roberta Gambine Moreira. Uma nova certidão de nascimento foi então emitida pelo cartório da 4ª Circunscrição do Rio de Janeiro. Nela, lavrou-se: "em 7 de dezembro de 1964, que uma criança do sexo feminino, nascida na Beneficência Portuguesa, recebeu o nome de Roberta Gambine Moreira." Essa certidão garante a modelo a retirada no Brasil de documentos, como carteira de identidade, título de eleitor, CNH, CPF e passaporte, como sendo do sexo feminino.
Na sentença da 9ª Vara de Família, baseada nos pareceres de especialistas médicos, a juíza escreveu que "o progresso da ciência deve ser acompanhado pelo direito, pois o homem cria, aplica e se sujeita à norma jurídica, da mais antiquada e obsoleta à mais avançada e visionária". Apesar de tal decisão representar uma mudança significativa para a vida da modelo, o jornal Último Segundo revelou logo após o julgamento que Roberta Close, embora feliz, ainda temia uma nova mudança na decisão judicial futuramente.

### Mudança para Suíça
Desde 1988 é casada com o empresário suíço Roland Granacher. Em 1990 decidiu deixar a carreira artística e se mudar com o marido para Zurique, na Suíça. Passou a frequentar das rodas da alta sociedade europeia, também ainda participando de campanhas publicitárias como modelo. Em entrevistas, revelou não ter mais vontade de voltar ao Brasil por conta da mídia e dos preconceitos.

### Vida pessoal
A mídia sempre especulou sobre diversos ficantes que a artista poderia ter tido, mas nenhum foi confirmado por ela. Revelou em entrevistas nunca ter saído com homens do meio artístico, apenas políticos e anônimos. Posteriormente, afirmou ter tido um affair com o cantor Waldick Soriano e Erasmo Carlos cujo compôs a canção Close sucesso nos anos 80. Roberta sempre se mostrou muito simpática, porém bastante discreta, nunca tendo sido vista publicamente com alguém, fora seu marido. Sempre chamou muita atenção dos homens, devido ao corpo escultural e sua sensualidade. Sua sexualidade era alvo de curiosidade e seu nome era comentado por homens de todo o país.
Após oficialmente ser reconhecida como mulher, pôde casar-se legalmente com seu marido e se tornar uma cidadã binacional, conquistando a cidadania suíça. Em entrevistas, comentou nunca ter tido vontade de adotar uma criança, pois apesar de gostar, não sente vontade de cuidar de alguém, e que não possui vocação materna. Seu marido concordou, sempre a respeitando e a apoiando em todas as suas decisões.
A modelo é poliglota, e fala fluentemente francês, italiano, inglês e alemão.[carece de fontes?]
Roberta possui uma sobrinha também transexual, a modelo fotográfica formada em artes cênicas Gabrielle Medeiros Gambine. Em entrevistas, a jovem revelou que sua tia é uma grande inspiração de força para a sua vida, e que ela a apoiou bastante em seu processo de transição de gênero.

## Filmografia

### Televisão
| Ano     | Título               | Personagem    | Notas                           |
| ------- | -------------------- | ------------- | ------------------------------- |
| 1984    | Comando da Madrugada | Repórter      |                                 |
| 1984–85 | Programa de Domingo  | Apresentadora | Quadro: "Big Close"             |
| 1986    | Cassino do Chacrinha | Jurada        |                                 |
| 1997    | Mandacaru            | Maitê         | Episódio: "12 de agosto"        |
| 1997    | Você Decide          | Catarina      | Episódio: "O Príncipe da Feira" |
| 2000    | Zorra Total          | Roberta       |                                 |
| 2000    | De Noite na Cama     | Apresentadora |                                 |
| 2000    | UD Shoptime          | Apresentadora |                                 |

### Cinema
| Ano  | Título                | Personagem |
| ---- | --------------------- | ---------- |
| 1987 | No Rio Vale Tudo      | Julia      |
| 1990 | O Escorpião Escarlate | Brigitte   |

## Teatro
| Ano     | Título              | Personagem |
| ------- | ------------------- | ---------- |
| 1986–87 | Uma Vez por Semana  | Kate       |
| 1999    | O Lobo da Madrugada | Anita      |
| 1999    | Performance         | Roberta    |